# Capparis chiriquensis
Capparis chiriquensis là một loài thực vật có hoa trong họ Capparaceae. Loài này được Woodson mô tả khoa học đầu tiên năm 1948.